# 旧丹治商会
旧丹治商会（きゅうたんじしょうかい）は、かつて大阪府堺市堺区に存在した瓦製造会社。その旧社屋等が歴史的建築物として国の登録有形文化財に登録されている。

## 概要
当商会は旧舳松村出身の瓦師・丹治利右衛門が屋根瓦製造のために創業した会社。かつての社屋は明治後期に建築された。2017年 (平成29年) に改装され、現在はイタリアンレストランとして営業されている。

## 建築
2018年11月2日、以下が登録有形文化財となった。
- 旧社屋 – 公道に南面して建つ煉瓦造、2階建、銅板葺、建築面積58平方メートル。外壁は全体的に化粧煉瓦張で、正面玄関や西玄関上部等にステンドグラスを配置する意匠となっている。
- 門及び煉瓦塀 - 前庭を囲うように配置されている。門は石造、間口2.1メートル。煉瓦塀は総延長18メートル。いずれも明治後期に建築された[1]。

## 現地情報

### 住所
大阪府堺市堺区永代町1丁7-1

### 交通アクセス
- 南海高野線堺東駅より徒歩18分
- 阪堺電気軌道阪堺線寺地町停留場より徒歩10分

### 営業情報
- 営業日 - 月、火、木～日、祝日、祝前日
- 営業時間 – 11:30～21:00